# Pankow (stadsdelsområde)
Pankow är ett stadsdelsområde (Bezirk) i norra Berlin, med omkring 380 000 invånare (2014). Stadsdelsområdet är ett av Berlins tolv politiska och administrativa stadsdelsområden och bildades i sin nuvarande form 2001 då det dåvarande Bezirk Pankow slogs ihop med Bezirk Weissensee och Bezirk Prenzlauer Berg.
I Berlin uttalas namnet Pankow med stumt finalt w, alltså Panko´.

## Geografi och bebyggelse
Stadsdelarna i Pankows stadsdelsområde har sinsemellan väldigt olika karaktär och tillkomstperiod. Två tredjedelar av befolkningen bor i de tätbebyggda stadsdelarna Prenzlauer Berg, Weissensee och Pankow. Bebyggelsen i söder utgörs av täta stadskvarter från omkring sekelskiftet 1900, som till stor del klarade sig undan bombanfallen under andra världskriget. De yttre stadsdelarna i norr präglas fortfarande delvis av sin historia som landsortsbyar och domineras av glesare villabebyggelse, fristående hyreshus och obebyggda områden.

### Administrativ indelning

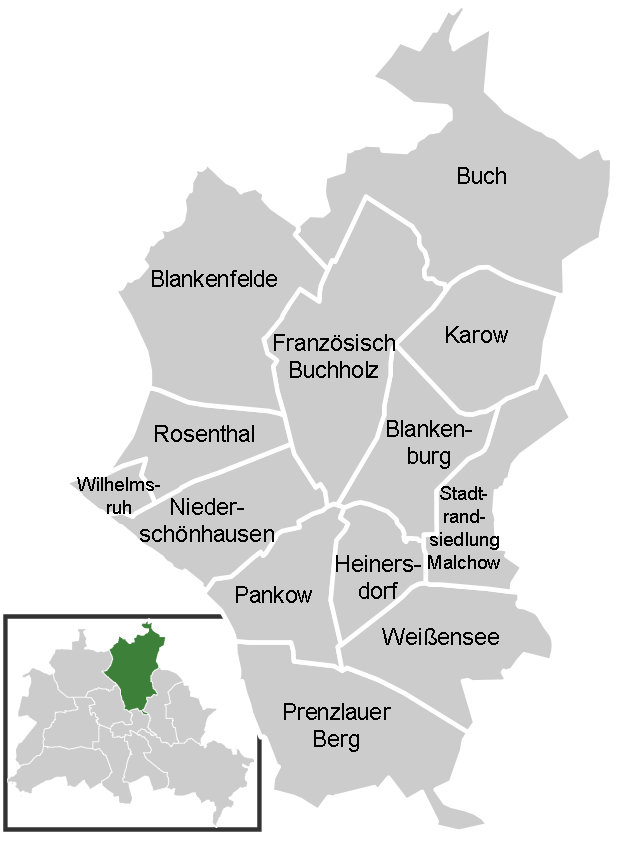
Stadsdelar i Pankows stadsdelsområde.

Allocation of seats in the borough council of Pankow (DE-2016-10-27)

I Pankows stadsdelsområde ingår stadsdelarna:
- Blankenburg
- Blankenfelde
- Buch
- Französisch Buchholz
- Heinersdorf
- Karow
- Niederschönhausen
- Pankow
- Prenzlauer Berg
- Rosenthal
- Stadtrandsiedlung Malchow
- Weissensee
- Wilhelmsruh

## Pankow som synonym för DDR
Pankow användes framförallt i Västtyskland tidigare som en synonym för DDR-regimen, då presidentens residens och statsrådets säte under 1960-talet låg på Schloss Schönhausen i Pankow i dåvarande Östberlin. Bild-Zeitung valde ofta att skriva Pankow istället för DDR-regeringen precis som man skrev DDR med citattecken ("DDR") som markering för vad man ansåg om landet.